# انزیفروم

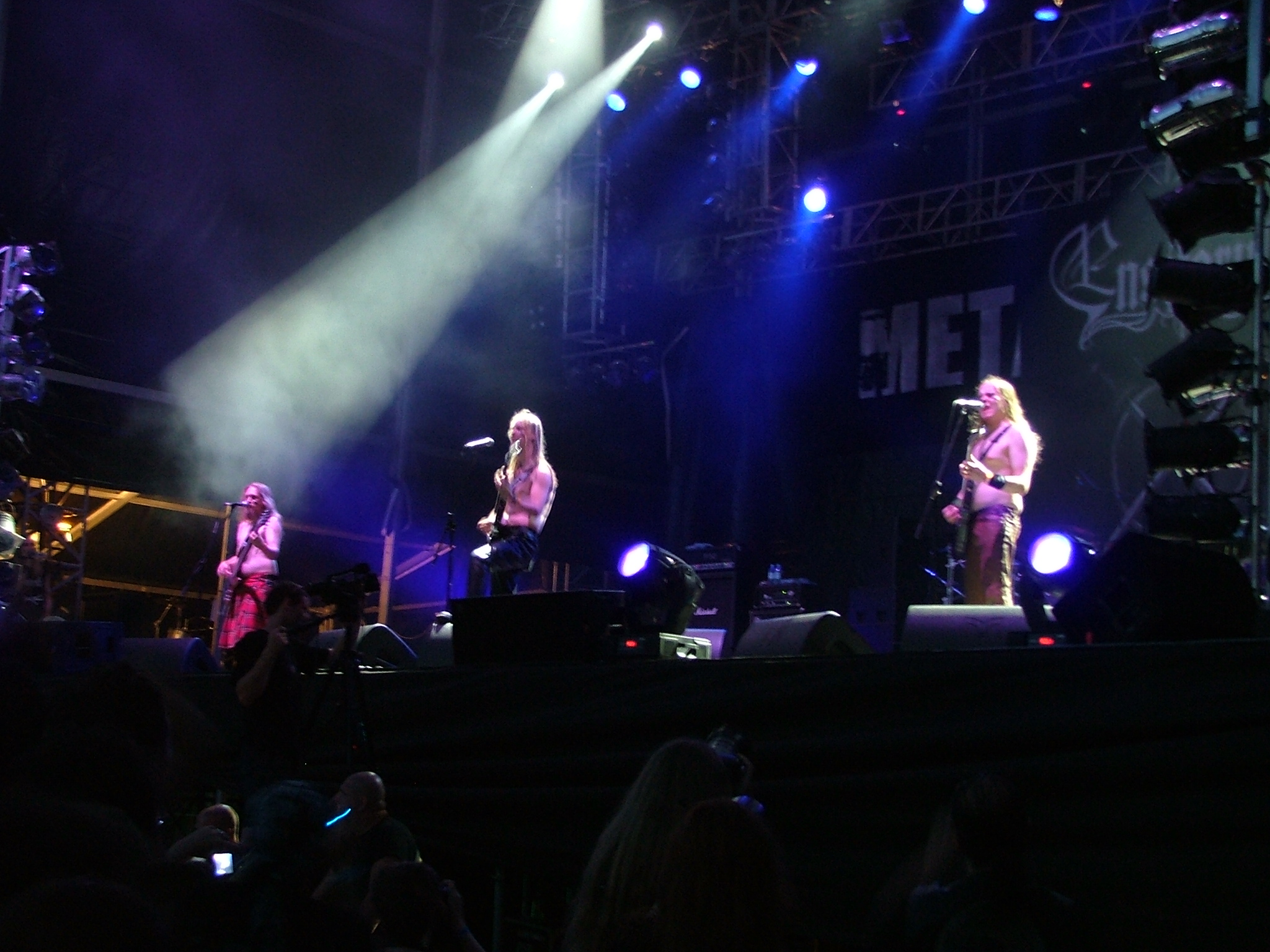

انزیفروم (به انگلیسی: Ensiferum) گروه فولک متال فنلاندی است. نام گروه در لاتین به معنی دارنده شمشیر است که با اشعار حماسی گروه همخوانی دارد. انزیفروم تا به حال ۴ آلبوم استودیویی، ‎۱‏ EP‏، ۳ دمو، ۳ تک آهنگ و ۱ آلبوم گردآوری‌شده منتشر کرده است.

## اعضای گروه
- پتری لیندروز - وکالز، گیتار الکتریک
- مارکوس تویوونن - گیتار الکتریک، وکالز
- سامی هینکا - گیتار بیس
- جان پارویینن - درامز
- امی سیلونیین - کیبورد